# Run Like Hell
Run Like Hell é a nona faixa do disco 2 do álbum The Wall da banda inglesa Pink Floyd. A canção é uma das poucas de The Wall composta por Roger Waters e David Gilmour. Já sem Waters na banda, o Pink Floyd em turnê do álbum Division Bell quase sempre encerravam seus shows com uma versão de em média 8 minutos de Run Like Hell. A música também foi lançada em single em 1980.
A música foi escrita por David Gilmour (uma das três canções no The Wall que tiveram suas letras compostas por Gilmour), enquanto que todas as letras foram todas feitas por Waters sozinho. Na gravação, Roger Waters dá a voz (exceto "Run, Run" que foram dadas por Gilmour), no entanto, soa como se duas pessoas estivessem cantando pois frases diferentes vem de falantes diferentes. A canção apresenta o único solo de teclado do The Wall (apesar de, nas performances ao vivo, "Young Lust" e "Another Brick in the Wall, Parte II" também poderem ter solos de teclado); após a última frase da letra, um sintetizador aparentemente sobrepuja a voz de Waters. Também se encontram na canção as risadas maníacas da galera do Pink, pessoas correndo, zoada de pneus de carro e um grito alto.
Essa canção era originalmente muito maior, no entanto ela teve de ser cortada por conta das limitações de tempo no formato de gravação do vinil original. Apesar da frase "You better run like Hell" aparecer várias vezes nas "liner notes", elas nunca são ouvidas na música. Próximo ao final, pode-se ouvir a mesma zoada do que parece ser uma águia, quase idêntia àquela ouvida em "The Happiest Days of Our Lives" durante a transição para "Another Brick in the Wall, Parte II," talvez, com o intuito de compartilhar o tema comúm de protesto e uproar, embora neste caso, com um tom mais opressivo.